# Свети Йоан Кръстител (Бобешино)
Вижте пояснителната страница за други значения на Свети Йоан Кръстител.
„Свети Йоан Кръстител“ е българска църква в село Бобешино, община Кюстендил.
Църквата е построена през 1886 г. Намира се в Пещарската махала, на самата българо-сръбска граница, над селото. През 1920 г., съгласно Ньойския договор, границата минава през самия храм, но след намесата на местното население, международната комисия се съгласява и тя е прокарана на няколко метра от апсидата. Църквата е еднокорабна постройка с полуцилиндричен свод с дъсчена обшивка. Южната и северната стена завършват с корниз, който преминава и по западната стена като конзоли, за да поддържат дъгата, очертаваща свода. Иконостасът е с дъсчена направа без резба, изпълнен с растителни орнаменти, с изключение на олтарните двери, които са резбовани. Иконите са дело на живописеца Евстатий Попдимитров от село Осой, сега в Северна Македония. В съседство с църквата са разположени няколко офицерски гроба от войните в началото на XIX век.
Църквата чества деня на светеца – Ивановден на 7 януари.